# John Feagans
John Feagans är bland annat känd för att ha medverkat i utvecklandet av prototyper och datorer hos det amerikanska företaget Commodore. John Feagans har medverkat i skapandet av VIC-20, operativsystemet i Commodore 64. John Feagans lämnade Commodore för att i stället fortsätta arbeta med det grafiska användargränssnittet GEM för hos Atari under ledning av Jack Tramiel.